# دهستان نشتیفان
نشتیفان، دهستانی بود از توابع بخش مرکزی شهرستان خواف استان خراسان رضوی ایران.
در سال ۱۳۸۲ به استناد مصوبه شماره ۵۰۵/ت۲۷۶۸۸ ک مورخ ۹/۱/۸۲ هیئت وزیران مبنی بر ایجاد و شناخت روستای نشتیفان به شهر نشتیفان در شهرستان خواف تأسیس گردید.
به استناد تصویب‌نامه شماره ۱۸۳۴۴ ت۲۸۸۴۳۳ ک مورخ ۱۳/۴/۸۳ هیئت وزیران دهستان نشتیفان به مرکزیت روستای نشتیفان در تابعیت بخش مرکزی ایجاد گردید.

## جمعیت
جمعیت این دهستان بر اساس سرشماری سال ۱۳۸۵ جمعیت آن (۳۸۸خانوار) ۱٬۸۱۰نفر
بوده است.